# Sarothrura insularis
La polluela malgache, también polluela de Madagascar o polluela del Madagascar, (Sarothrura insularis) es una especie de ave gruiforme de la familia de las rálidas.
Es endémica de Madagascar.
Su hábitat natural son los bosques húmedos tropicales del este de la isla de Madagascar.